# Мала стрнадица
Мала стрнадица (лат. Emberiza pusilla) је мала птица певачица која припада породици стрнадица Emberizidae.

## Таксономија
Мала стрнадица је формално описао немачки зоолог и ботаничар Петер Симон Палас 1776. године. Мала стрнадица је монотипска врста, без географских варијација на свом опсежном палеарктичком подручју.
Име рода Emberiza потиче од старонемачког Embritz, што значи стрнадица. Специфични епитет pusilla је латинска за „веома мала“.

## Опис
Мала стрнадица је само 12-14 цм дужине. Има беле доње делове тела са тамним пругама на грудима и са стране. Са својим кестењастим лицем и белом маларном пругом, подсећа на малу женку барске стрнадице (Emberiza schoeniclus), али има црне пруге на круни, бели прстен око ока и танки тамни руб на задњем делу кестењастих образа. Полови су слични.
Оглашавање је препознатљив "зик", а песма је котрљајућа "сиру-сир-сир-сиру".

## Распрострањеност и станиште
Мала стрнадица се гнезди широм тајге крајњег североистока Европе и северне Евросибирске земље до руског Далеког истока . Миграторна је птица, зимујући у суптропима северне Индије, јужне Кине и северних делова југоисточне Азије. Мале стрнадице остају у својим зимским боравиштима прилично дуго; примерци су снимљени у Јунану крајем марта. Ретка је луталица у западној Европи. Ова врста је прилагодљива; на пример, у планинама Бутана, где мали број зимује, обично се налази у пољопривредном станишту, углавном између 1.000-2.000 метара надморске висине.
Гнезди се у отвореним четинарским шумама, често са брезама или врбама. Четири до шест јаја полаже у гнездо на дрвету. Природна храна малих стзрнадица се састоји од семења или, када храни младунце и инсекатима.
Уобичајена и широко распрострањена врста, сматра се најмање угроженим таксоном на Црвеној листи IUCN-а.